# Treasure Island Hotel and Casino
Treasure Island (znany również jako "ti") – luksusowy hotel i kasyno, położony przy bulwarze Las Vegas Strip w Paradise, w stanie Nevada. Od marca 2009 roku stanowi własność inwestora Phila Ruffina.
Hotel, nieprzerwanie od 1998, każdego roku odznaczany był wyróżnieniem Czterech Diamentów przez AAA.

## Historia
Treasure Island został otwarty w 1993 roku. Początkowo kompleks należał do korporacji Mirage Resorts pod kierownictwem Steve'a Wynna, który zainwestował 450 milionów dolarów w budowę obiektu. Za jego projekt odpowiadał architekt Joel Bergman.
Pierwotne plany zakładały budowę dodatkowej wieży dla The Mirage, ale ostatecznie przekształciły się w konstrukcję samodzielnego kompleksu rozrywkowego. Treasure Island miał w zamyśle przyciągnąć przede wszystkim całe rodziny, dzięki szerokiemu wykorzystaniu motywów i ikon pirackich.
W 2003 roku hotel zrezygnował z większości pirackich elementów, chcąc zwrócić się w stronę poważniejszych odbiorców. Skierowane głównie do dzieci obszary basenowe zostały zastąpione przez liczne jacuzzi i kluby nocne. Słynny szyld z czaszką i skrzyżowanymi kośćmi, który widniał przed głównym wejściem do obiektu został zastąpiony prostym napisem "ti", wyświetlanym na ogromnym ekranie LCD. Zmieniony został również kolor samego budynku – z jasnopomarańczowego na ciemną czerwień/brąz. 
15 grudnia 2008 roku zarząd MGM Mirage ogłosił, że Treasure Island zostanie sprzedany za 775 milionów dolarów Philowi Ruffinowi, byłemu właścicielowi New Frontier Hotel and Casino. Transakcja uległa finalizacji 20 marca 2009 roku.

### Treasure Island w kulturze
- W filmie Zabawy z piłką z 2004 roku, gdy pirat Steve (Alan Tudyk) idzie ulicą, jeden z przechodniów mówi: "Wracaj do Treasure Island".
- W obrazie Miss Agent 2: Uzbrojona i urocza, finałowe sceny rozgrywają się na terenie laguny w Treasure Island, kiedy to główni bohaterowie uwięzieni są wewnątrz statku pirackiego.
- Treasure Island wraz z jego oryginalnym szyldem widoczny jest w animacji Beavis i Butt-head zaliczają Amerykę, gdy Beavis i Butt-head jeżdżą po Las Vegas limuzyną.
- Treasure Island pojawia się w grze Grand Theft Auto: San Andreas jako Pirates in Mens Pants (jako gra słów odnosząca się do Piratów z Penzance).
- W filmie Wpadka, Ben (Seth Rogen) i Pete (Paul Rudd) zatrzymują się w Treasure Island podczas ich podróży do Las Vegas.
- W grze Driver 2 Treasure Island pojawia się jako Pirates Island.
- Końcowe sceny finałowego odcinka drugiej serii serialu Las Vegas NBC zostały nakręcone w Treasure Island.
- Treasure Island widoczny jest podczas czołówki serialu CSI, która składa się z ujęć Las Vegas Strip.

## Rozrywka

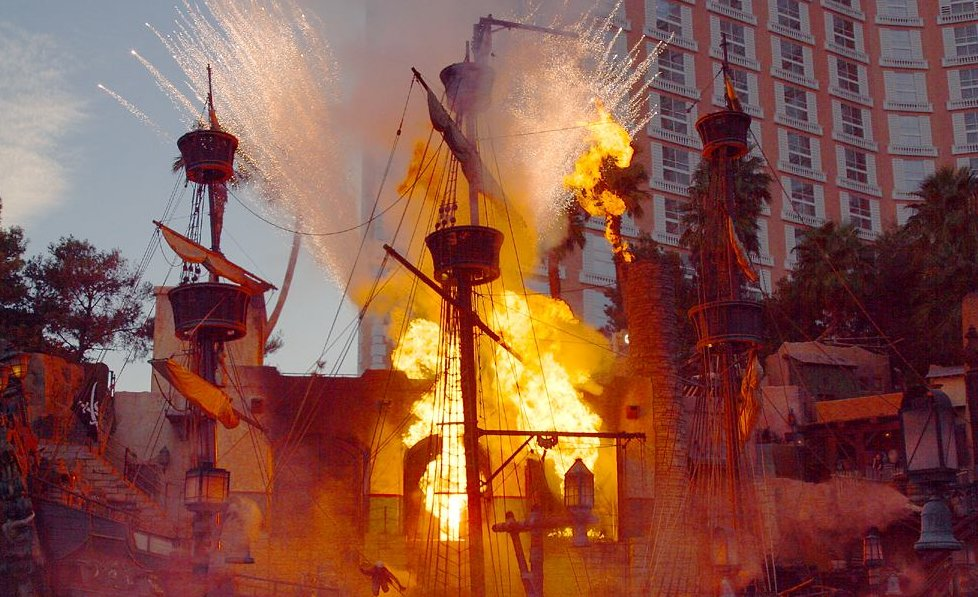
Fragment show Sirens of TI

Wraz z otwarciem kompleksu, w Treasure Island wystawiane było darmowe show Buccaneer Bay. Akcja rozgrywała się na sztucznym jeziorze znajdującym się przed głównym wejściem do hotelu. Spektakl, poświęcony piratom, przepełniony był efektami specjalnymi, obejmującymi między innymi eksplozje, pirotechnikę oraz zatapianie się okrętu. 
W 2003 roku Buccaneer Bay został zastąpiony przez Sirens' Cove oraz Sirens of TI, wykorzystujące wiele technicznych elementów wcześniejszego show. Nowe przedstawienia skierowane były przede wszystkim do dorosłych widzów, zawierając więcej śpiewu, tańca i audiowizualnych efektów. Za ich produkcję odpowiadał Kenny Ortega.
Treasure Island jest poza tym domowym obiektem sztuki Mystère Cirque du Soleil, wystawianej od 1993 roku. Mystère był dziewięciokrotnie wybierany najlepszą produkcją sceniczną w Las Vegas przez czytelników Las Vegas Review Journal. Obecnie Treasure Island jest jedynym obiektem przy Strip nienależącym do korporacji MGM Mirage, w którym występuje Cirque du Soleil.